# 水門

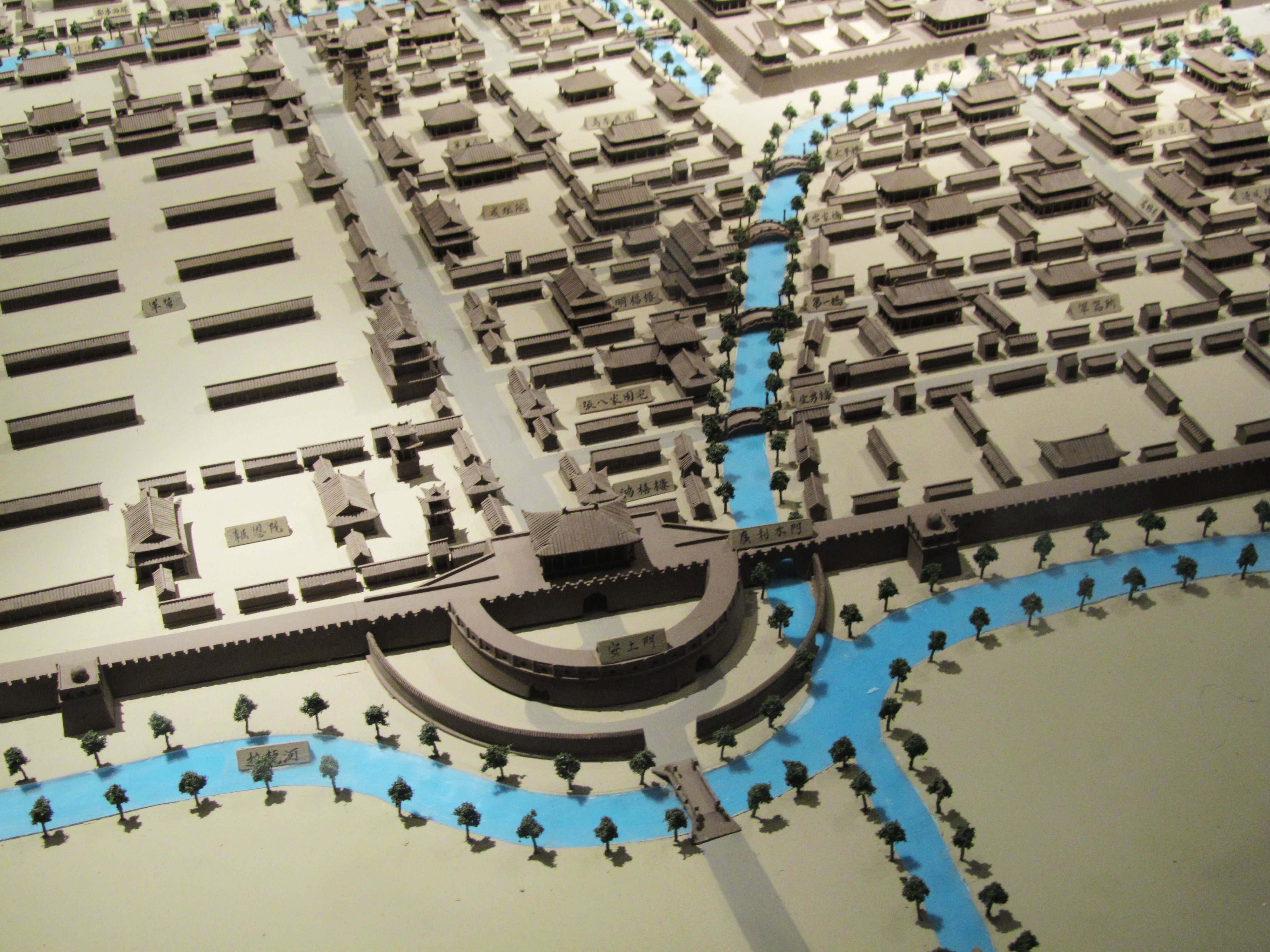
河南博物院北宋汴梁城市模型局部，示西南侧外城城墙与蔡河交界处的广利水门，其西侧为陆城门安上门（又称戴楼门）

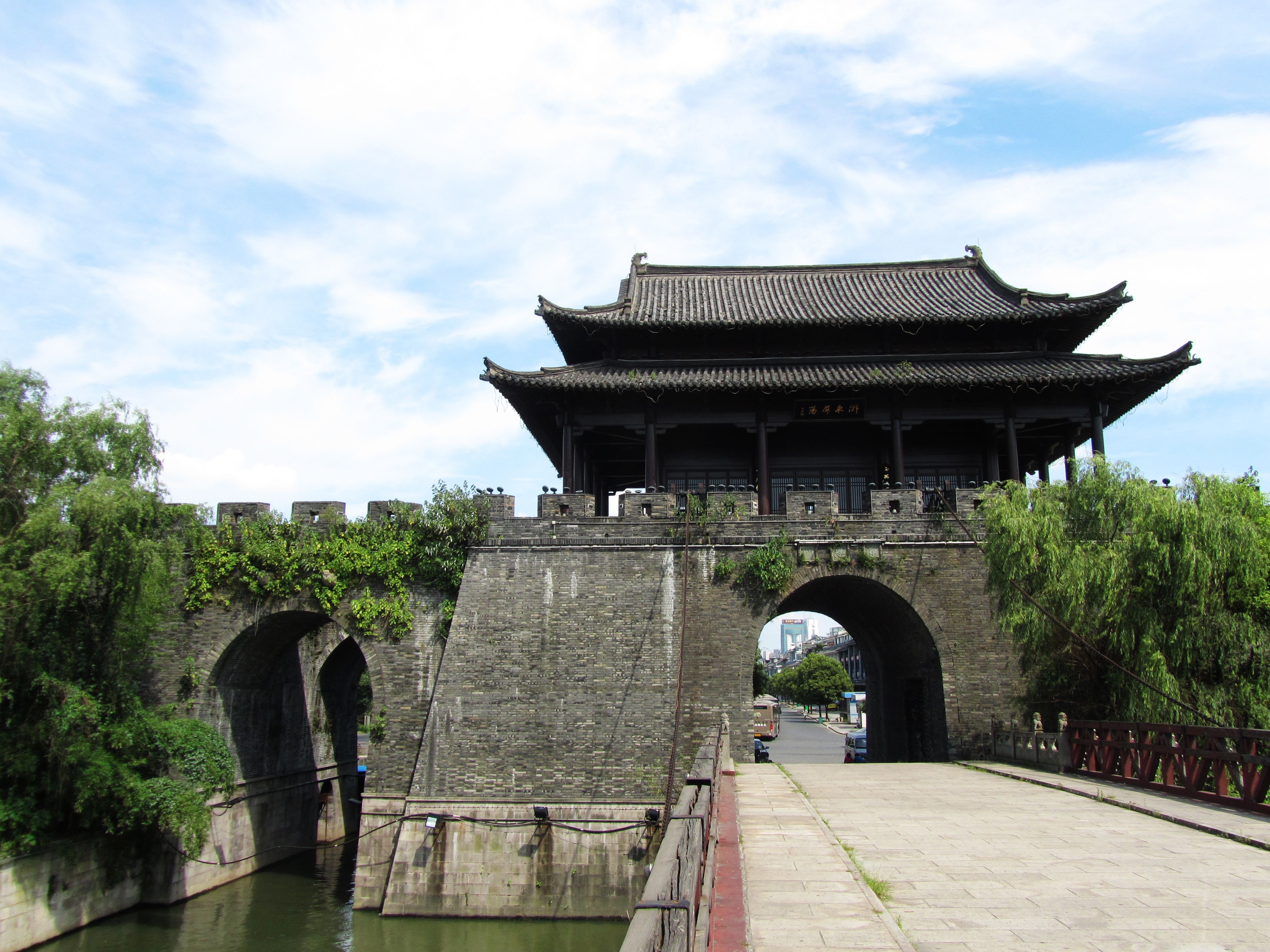
绍兴迎恩门水陆城门

水门又称水城门，与陆城门相对，为古代城池在河流进出及泄水口处的城墙上所开设的城门，其作用在于既能够使城墙跨河而过，又能保证河道的正常行船，并可加强这一交接处的防御。通常的做法是在河两侧砌石为基，并在水面上以拱券相接。在门洞位置通常设有水闸，可用于泄洪和调节水位，如不需要保证河道的行船则可建水关。